# Julie Warren
Julie Warren (* 20. Oktober 1919 in Detroit, Michigan; † 15. August 1994 in Santa Ynez, Kalifornien) war eine US-amerikanische Filmschauspielerin und die zweite Ehefrau des Schauspielers John Forsythe.

## Leben und Karriere
Julie Warren hatte im Jahr 1939 ihren ersten Auftritt vor der Kamera in Heroes in Blue als Kathleen. 1941 war sie in Mary und der Millionär neben Jean Arthur und Robert Cummings zu sehen, mit dem sie 1942 in Kings Row erneut zusammen spielte. Bei beiden Filmen führte Sam Wood Regie.
1942 war Warren neben Lupe Vélez in zwei Filmen der Mexican Spitfire-Filmreihe, Mexican Spitfire at Sea und Mexican Spitfire Sees a Ghost, aufgetreten, blieb jedoch im Abspann immer unerwähnt.
Im selben Jahr spielte sie mit Henry Fonda und Lucille Ball in The Big Street, blieb jedoch im Abspann wieder unerwähnt.
Danach war sie nur noch in vier Filmen zu sehen, alle aus dem Jahr 1942, und zog sich aus dem Schauspielgeschäft zurück. In 6 ihrer 12 Filme wurde sie im Abspann genannt.
Auf der Bühne war Warren in A Connecticut Yankee in King Arthur's Court mit Vera-Ellen aufgetreten, das mehr als 135 aufgeführt wurde. 1994 war sie bei der Crew der Kinematographie von Hands of History.
Am 18. Dezember 1943 heiratete sie den Hollywoodschauspieler John Forsythe, mit dem sie bis zu ihrem Tod im Jahr 1994 verheiratet blieb. Mit ihm hat sie zwei Kinder namens Brooke und Page Forsythe. Warren war seine zweite Ehefrau. Seine erste Frau hieß Parker McCormick, die ebenfalls als Schauspielerin tätig war und mit seiner dritten und letzten Frau, Nicole Carter, blieb er bis zu seinem Tod verheiratet, jedoch starb sie etwa einen Monat später ebenfalls.

## Filmografie
- 1939: Heroes in Blue
- 1941: Mary und der Millionär (Mary and the Millionaire)
- 1942: Kings Row
- 1942: Mexican Spitfire at Sea
- 1942: Framing Father (Kurzfilm)
- 1942: Powder Town
- 1942: Mexican Spitfire Sees a Ghost
- 1942: The Big Street
- 1942: Mail Trouble
- 1942: The Falcon's Brother
- 1942: Highways by Night
- 1942: Seven Days' Leave